# Puzzles Like You
Puzzles Like You è il quinto e ultimo album in studio del gruppo musicale britannico Mojave 3, pubblicato nel 2006.

## Tracce
1. Truck Driving Man – 3:33
2. Puzzles Like You – 2:16
3. Breaking The Ice – 4:06
4. Running With Your Eyes Closed – 2:13
5. Most Days – 4:24
6. Big Star Baby – 4:20
7. Ghostship Waiting – 3:07
8. Kill The Lights – 3:15
9. You Said It Before – 3:50
10. To Hold Your Tiny Toes – 3:27
11. Just A Boy – 3:03
12. The Mutineer – 3:42